# Salih Özcan
Salih Özcan, född 11 januari 1998, är en turkisk-tysk fotbollsspelare som spelar för VfL Wolfsburg, på lån från Borussia Dortmund.

## Karriär
Den 23 augusti 2019 lånades Özcan ut av 1. FC Köln till Holstein Kiel på ett låneavtal över säsongen 2019/2020.
Den 23 maj 2022 värvades Özcan av Borussia Dortmund, där han skrev på ett fyraårskontrakt. Den 28 augusti 2024 lånades Özcan ut till VfL Wolfsburg.